# Saimiri Wildlife

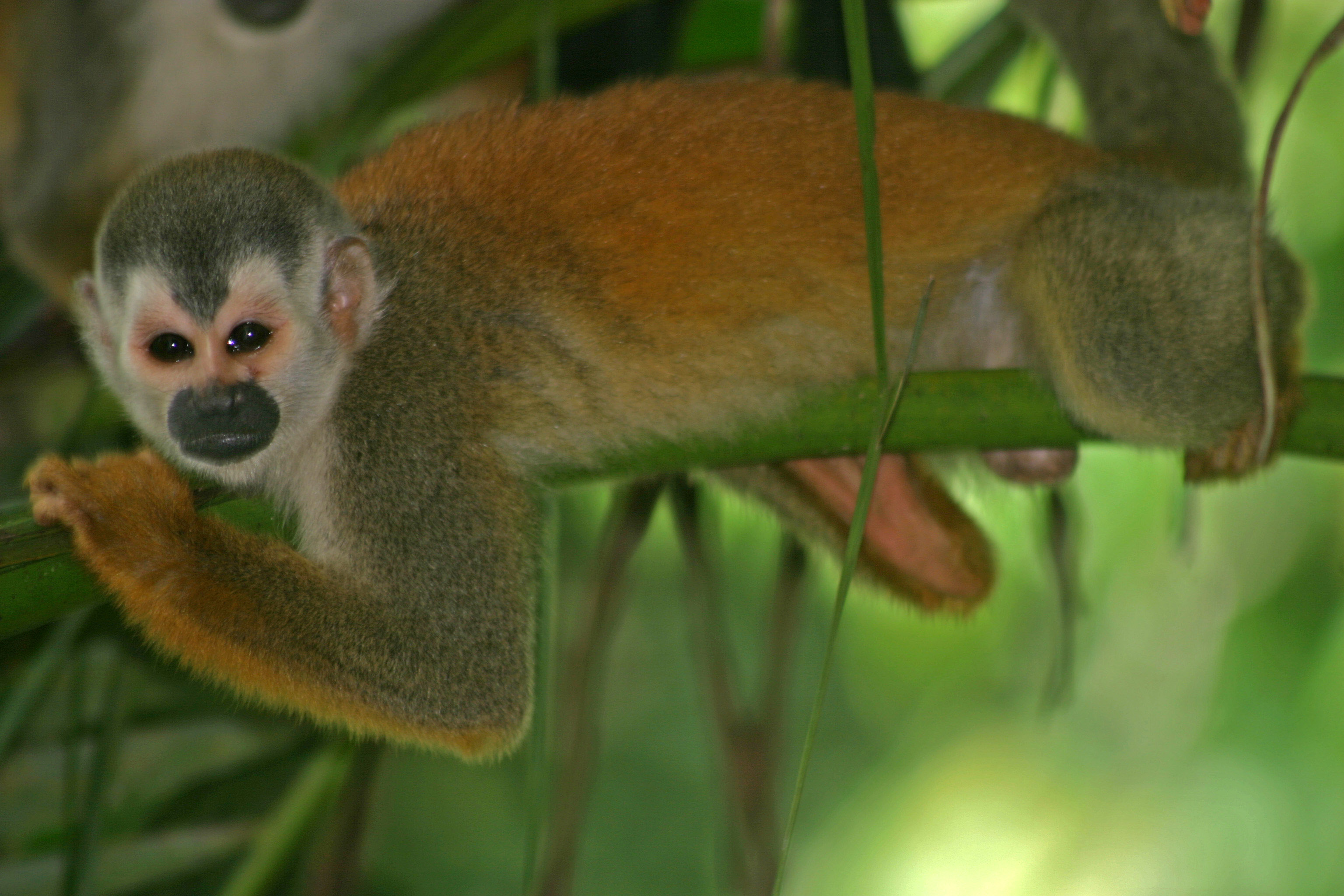
Mittelamerikanischer Totenkopfaffe

Saimiri Wildlife ist eine Naturschutzorganisation, die durch Wiederaufforstung von artenreichen Regenwäldern in Panama versucht, den Mittelamerikanischen Totenkopfaffen (Saimiri oerstedii) vor dem Aussterben zu bewahren. Die von Biologen und Forstingenieuren geführte Organisation hat ihren Sitz in Panama und Deutschland.
Saimiri Wildlife setzt ein neu entwickeltes Verfahren zur Aufforstung ein. Dabei wird die Fläche zunächst für rund ein Jahr als Brache in Ruhe gelassen. Es entwickelt sich eine Spontanvegetation – eine typische Ruderalvegetation mit geringer Artenvielfalt –, die bei ausbleibender Beweidung und ohne Brandrodung meist aus einigen Gräsern, krautigen Pflanzen und einigen niedrigen Sträuchern besteht. Bei herkömmlichen Aufforstungsarbeiten wird diese Vegetationsform aufwändig entfernt, um Platz für die ausgewählten Pflanzen zu schaffen. Ökologisch sinnvoller und überdies preiswerter ist es jedoch, diese Spontanvegetation in die geplante Aufforstung einzubeziehen, denn sie kann detaillierte Aufschlüsse über die Bodenverhältnisse geben und auf Trockenheit oder Feuchtigkeitsreserven im Boden hinweisen; entsprechend gezielter und an die Bodenverhältnisse angepasst können später die Pflanzungen vorgenommen werden. Viele Regenwaldbäume bevorzugen zudem im Jugendstadium schattige Verhältnisse. Können solche Bäume in den Schatten von Sträuchern gepflanzt werden, entwickeln sie sich schneller und überstehen Trockenzeiten besser. Es werden auch weniger Jungpflanzen benötigt, weil nicht so viele Pflanzen ausfallen.
Saimiri Wildlife begann seine Arbeit 2006 mit dem Kauf einer ersten Projektfläche. Das Aufforstungskonzept ermöglicht es, auf den Schutzflächen artenreiche neue Wälder anzulegen, die innerhalb von nur zwei Jahren wieder als Lebensraum von den Totenkopfaffen genutzt werden können.

## Klimaschutz durch Aufforstung
Pro Hektar tropischen Regenwalds sind rund 1000 Tonnen Kohlendioxid in Boden und Biomasse gespeichert. Zudem bindet die Vegetation jedes Hektars pro Jahr ca. 15 bis 20 Tonnen Kohlendioxid (zum Vergleich: dies entspricht ungefähr der Menge Kohlendioxid, die in Industrieländern pro Kopf und Jahr freigesetzt wird). Vor allem nachwachsender Wald weist eine hohe Kohlenstoff-Fixierungsrate auf. Neben diesem global bedeutenden Klimaschutz stabilisiert flächiges Aufforsten aber auch das regionale Klima. Wald kann große Niederschlagsmengen aufnehmen und später gleichmäßig über einen längeren Zeitraum wieder abgeben. Dies senkt das Risiko von Überschwemmungen und reduziert die Gefahr von Dürrephasen. Durch die Verdunstung wird die Wolkenbildung gefördert, was extreme Temperaturmaxima verhindert und neue Niederschläge generiert.